# Collepardo
Collepardo és un comune (municipi) de la província de Frosinone, a la regió italiana del Laci, situat a uns 70 km a l'est de Roma i a uns 15 km al nord de Frosinone.
Collepardo limita amb els municipis d'Alatri, Veroli i Vico nel Lazio.
A 1 de gener de 2019 tenia 931 habitants.